# Замок Маркри

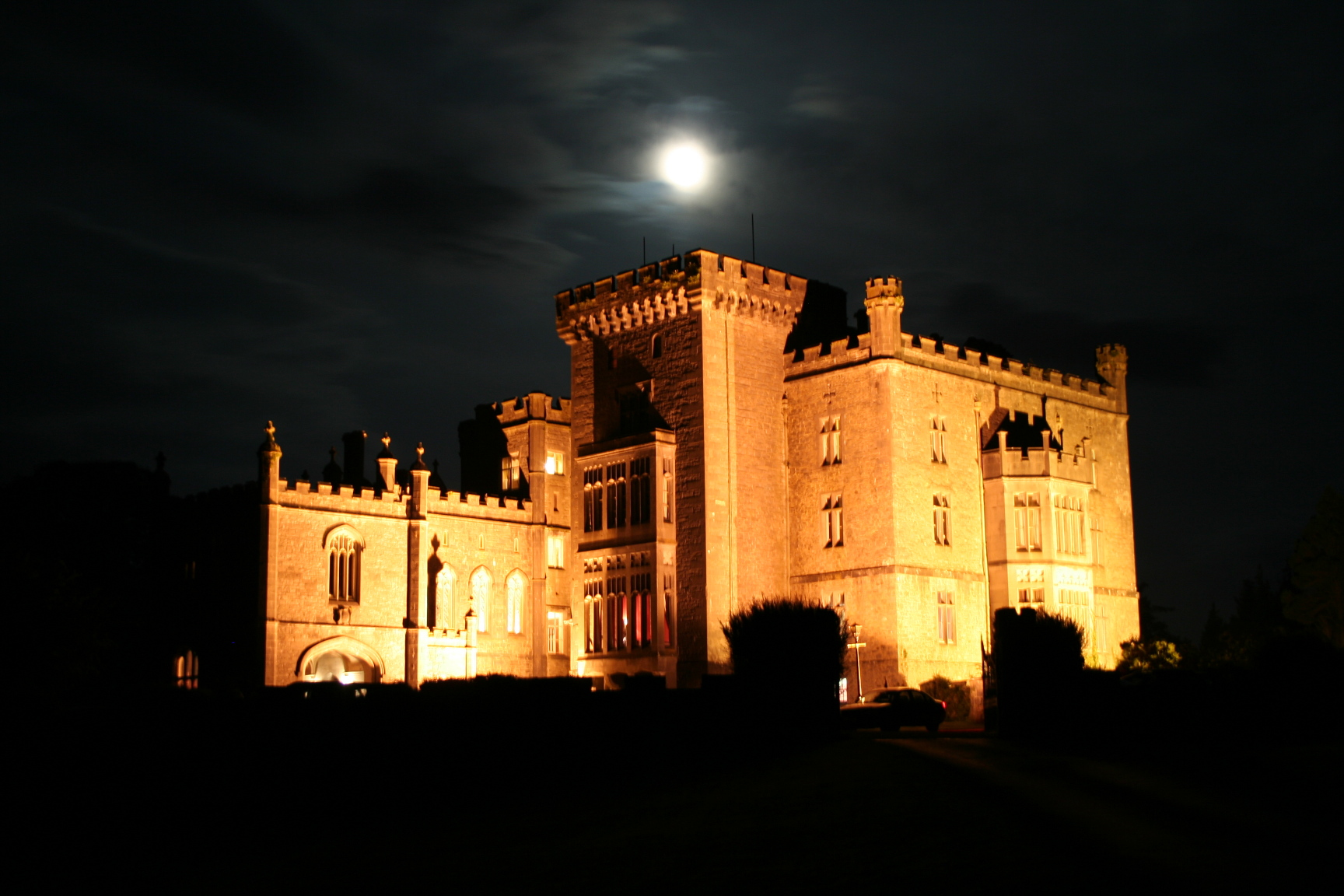
Замок Маркри.

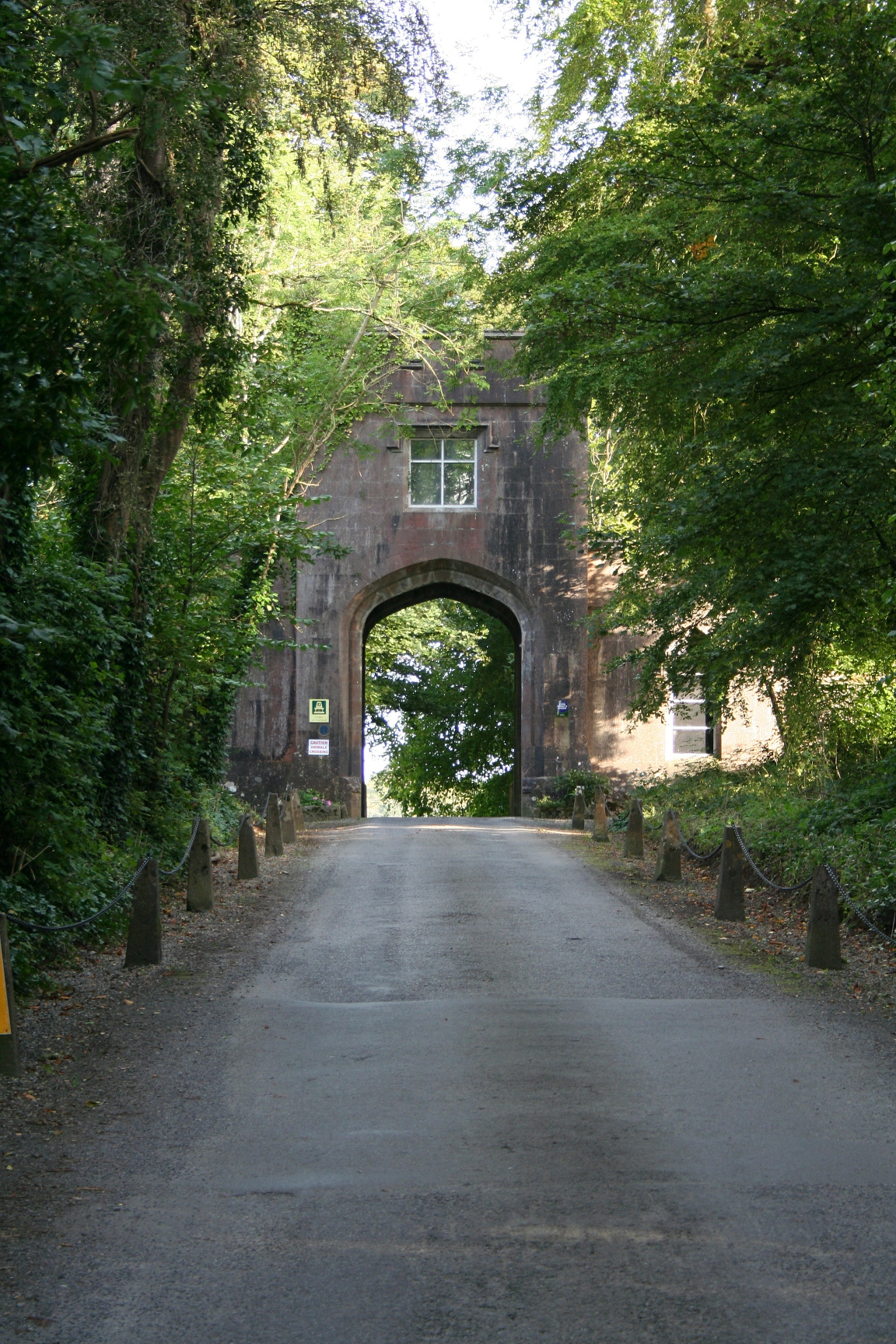
Ворота замка Маркри.

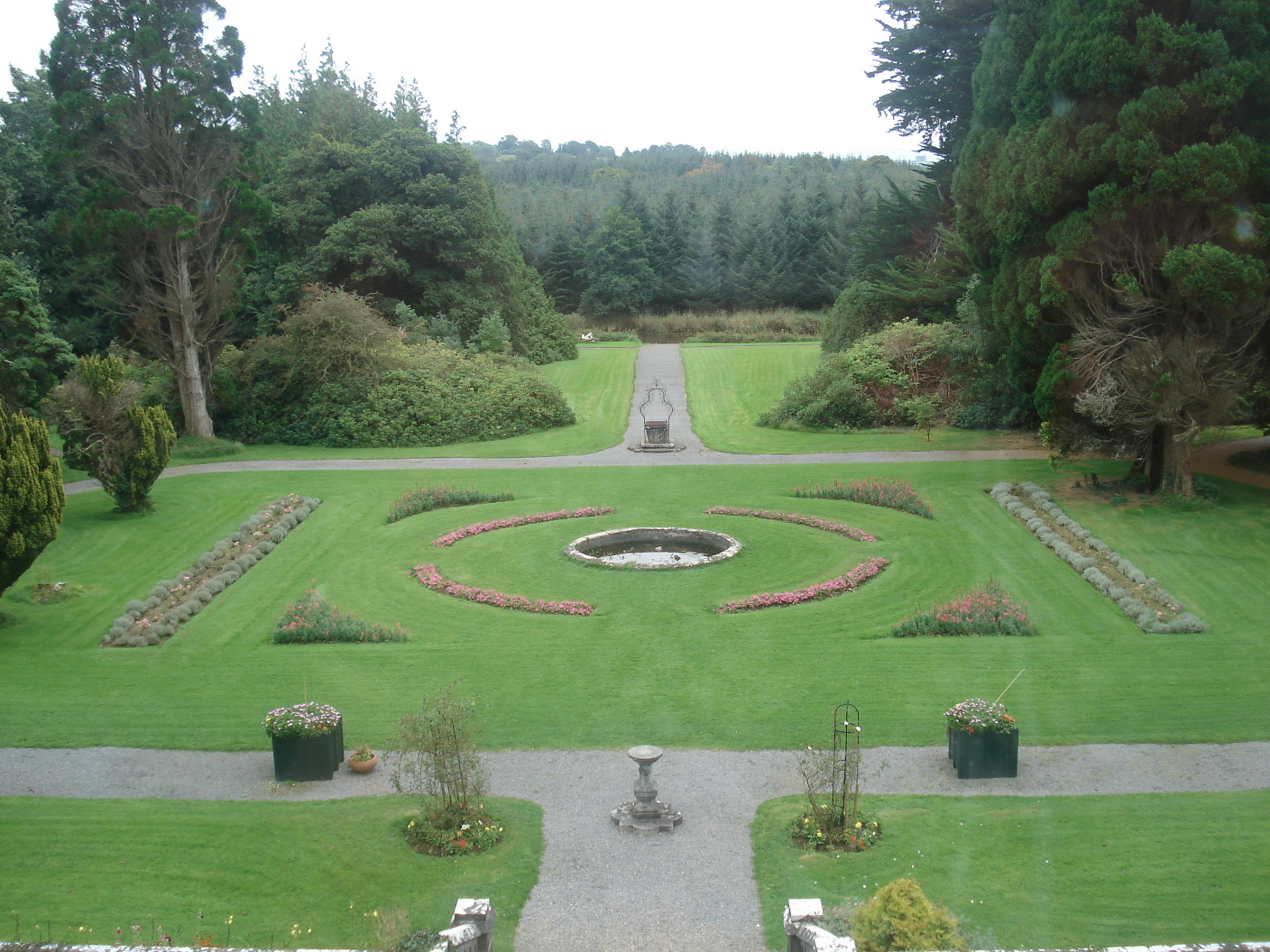
Сад замка Маркри.

Замок Маркри (англ. Markree Castle) — один из замков Ирландии, расположен в графстве Слайго. Замок был и является гнездом и оплотом рода Купер. Стоит у реки Уншин, сейчас в замке находится отель.

## История
Замок Маркри был построен в XIV веке кланом МакДонах для защиты своих земель и брода через реку Уншин. В 1641 году вспыхнуло восстание за независимость Ирландии. Клан МакДонах поддержал восстание. Восстание было утоплено в крови Оливером Кромвелем. Замок Маркри был захвачен английскими войсками. Оливер Кромвель даровал замок корнет Эдварду Куперу, служившему в его армии, когда она разгромила ирландский клан О'Брайен. В 1663 году Эдвард Купер частично восстановил замок и сделал его своей резиденцией. Конор О'Брайен погиб в бою с английскими войсками. Эдвард Купер вступил в брак с его вдовой — Майре Руа (Рыжей Мэри). С двумя своими сыновьями они поселились в замке Дромоленде. Один сын — Донох остался жить в замке Дромоленде. Другой сын унаследовал замок Маркри. Нынешний владелец замка — Чарльз Купер является прямым потомком этого сына.
Во время так называемых якобитских войн конца XVII века замок захватили войска короля-католика Якова II. Владельцам замка — Куперам, которые были сторонниками протестантов, пришлось бежать. После битвы на реке Бойн король Яков II покинул Ирландию, в 1690 году Куперы снова вернулись в замок. Во время войны за независимость Ирландии 1919-1922 годов замок захватила Ирландская республиканская армия.
В 1830 году полковник Эдвард Джошуа Купер (1798-1863) — депутат парламента Объединенного королевства, старший сын Эдварда Синга Купера, тоже депутата парламента и дочери Генри Ванситтарта, губернатора Бенгалии, перестроил и отремонтировал замок, создал в замке Маркри астрономическую обсерваторию. В течение достаточно долгого времени телескоп Купера был крупнейшим телескопом в мире. В обсерватории работали сам лорд Купер и его помощник Эндрю Грэм. Королевское астрономическое общество в 1851 году считало эту обсерваторию одной из лучших в мире. Обсерватория работала до смерти Эдварда Генри Купера в 1902 году.
В 1848 году замок посетил Сесил Ф. Александр и написал в замке свой знаменитый гимн «О всех созданиях, прекрасных и разумных» (All Things Bright and Beautiful). Много застроек замка датируется 1802 годом. Их реализовал архитектор Фрэнсис Джонстон. Некоторые изменения были внесены в 1896 году.
Самая низкая температура в истории Ирландии за время наблюдений была официально зарегистрирована в замке Маркри 16 января 1881 года и составила -19,1°С (- 2,4 °F).
Офицер Британской армии Брайан Купер унаследовал замок после смерти своего отца в 1902 году и жил там с семьей долгое время (кроме времен Первой мировой войны) до своей смерти в 1930 году.
После Второй мировой войны замок был заброшен и постепенно превращался в руину. В 1989 году Чарльз Купер отреставрировал замок и превратил его в отель. Гостиницей управляли Чарльз и Мэри Купер. Это было уже 10 поколение Куперов, живущее в этом замке. В 2015 году замок перешел в другие руки — в настоящее время замком владеет семья Корскадден.
Вокруг замка расположены 300 акров заповедных угодий. Там живут белки, выдры, зимородки и другие представители ирландской фауны.
Ко входу в замок идет монументальная лестница, также лестницы проходят через большой зала и ведут к 30 комнатам. В замке есть витраж с родословной Куперов викторианских времен. Столовая оформлена в стиле Луи Филиппа.